# Monestir de Santa Maria de la Valldigna
El Reial monestir de Santa Maria de Valldigna és a Simat de la Valldigna, a la comarca de la Valldigna, del País Valencià. Va ser fundat per Jaume el Just el 15 de març de 1298.

## Història
El 15 de març de 1298 el rei Jaume II el Just dona a l'abat Bononat de Vila-seca la vall de l'Alfàndec per fundar un monestir de l'orde del Cister, filial del monestir de Santes Creus. Fou el primer monestir de tal importància aixecat a l'antic Regne de València, després de la conquesta cristiana. Aquest nou monestir s'anomena Reial monestir de Santa Maria de Valldigna.
Dies després de la donació reial, Jaume II, fra Bononat i els seus seguicis es reuniren al lloc de Ràfol (llogaret cristià de la vall fundat després de la conquesta de Jaume I) per prendre possessió del territori, més una milla de mar endins, els castells de Marinyén, d'Alcalà i la torre del Mondúber.
Els dotze monjos i l'abat arribats de Santes Creus, inicialment, hagueren d'utilitzar com a allotjament una espècie de llotja de contractació (lloc on acudien els musulmans a fer les seues transaccions) al nucli de Benizael. Aquest lloc estava al costat d'un curs d'aigua, necessari en tots els monestirs cistercencs, el riu Vaca, i al costat de la font Gran i l'alqueria de Cimat. En aquesta època, els abats eren escollits per la mateixa comunitat i a perpetuïtat, és a dir, fins a la seua mort.
El primitiu recinte monacal va patir remodelacions adequades per a la instal·lació provisional de la nova comunitat, habilitant-se una capella i dormitoris com a primeres oficines monacals. Posteriorment, al llarg del segle xiv, sota l'abat Ramon de Santcliment, s'anaren ampliant les diverses construccions, seguint el pla ideal del Cister, edificant-se per exemple la primera església a principis del segle xiv.
Més tard, es procedí a l'amollonament del territori del monestir, fixant els límits de les propietats de la vall i incloent-hi el lloc de Barx, on després es fundà una granja.
Jaume II, a banda del privilegi fundacional, va estendre una altra sèrie de documents per deixar assegurades les bases de la nova organització de la vall. Per exemple, la salvaguarda del monestir quedava sota protecció reial; els habitants de la vall, la majoria musulmans, havien d'obeir l'abat i no el rei; les autoritats civils de Xàtiva, Corbera, Alzira, Cullera, Gandia, Dénia i València tenien instruccions per a protegir i emparar el monestir davant de possibles greuges; va confirmar els privilegis que havien concedit els seus predecessors als pobladors de la vall de respectar costums, lleis, religió, béns, heretats i organització.
Durant el conflicte que enfrontà Pere II i Pere I de Castella, la Guerra dels dos Peres, nombrosos vassalls es passaren al bàndol castellà; aleshores, el rei concedí a l'abat fra Bernat Boix el privilegi del crim de collera. Aquest castigava severament a qui capturara musulmans o cristians i els venguera com a esclaus. A efectes d'aquesta inestabilitat, es remodelà l'església primitiva després de patir els saquejos de tropes castellanes i es construeix el portal Nou. El 1366, l'abat Arnau d'Aranyó concedeix carta de poblament als veïns de la vall que havien lluitat en el bàndol castellà i els perdona a canvi d'una sèrie d'obligacions.
L'any 1371, el rei Pere IV ven a l'abat Aranyó l'alqueria de Rascanya, a l'horta de València. Posteriorment i amb butlla apostòlica de Climent VII, el 1378 es fundava el priorat, després monestir, de Sant Bernat de Rascanya.
Sota l'abadiat de Lluís Rull, el 1396, es produïren forts terratrèmols que afectaren greument el monestir. L'abat Rull serà nomenat capellà del papa Benet XIII, el qual li va concedir una butlla pontifícia amb què podia emprar en totes les esglésies de la seua jurisdicció ornaments pontificals (mitra, anell, bàcul pastoral i pectoral).
El segle xv comença amb la visita de Martí l'Humà, després de celebrar corts a València, que prohibeix la crida a l'oració dels muetzins des dels minarets de les mesquites de la vall, establint pena de mort per a qui ho fera. Pocs anys després, torna a visitar la Valldigna un altre personatge important, Vicent Ferrer, el qual aconsegueix algunes conversions amb la seua predicació, entre aquestes la del savi musulmà Ibn Hannaxa, que es batejà amb el nom de Vicent Ferrer.
El canvi d'abats perpetus comença l'any 1460, quan el papa Pius II nomena abat comendatari Joan d'Aragó, fill del rei Joan II, sota l'abadiat del qual comença a construir-se el nou refetor. Cap a l'any 1475, el rei Ferran fa nomenar abat Roderic de Borja, ja cardenal i bisbe de València. Aquest residia a la cúria romana i no atenia personalment el monestir, hi tenia un administrador i prior, Pere Baldó, però es produïren rapinyes i robatoris. Assabentat d'aquests fets, el papa Innocenci VIII va decretar la pena d'excomunió a qui no tornara els béns furtats. A banda d'aquests fets, començarà a construir-se la nova sala capitular. Després de renunciar a l'abadiat per accedir al papat com a Alexandre VI, el succeirà el seu fill Cèsar Borja. Aquest també renunciarà al càrrec després de secularitzar-se. Ferran el Catòlic accepta que els monjos trien fra Pere Baldó com a abat triennal, però amb la condició que paguen una pensió de mil lliures anuals a Alfons d'Aragó, arquebisbe de Saragossa i fill natural del rei.

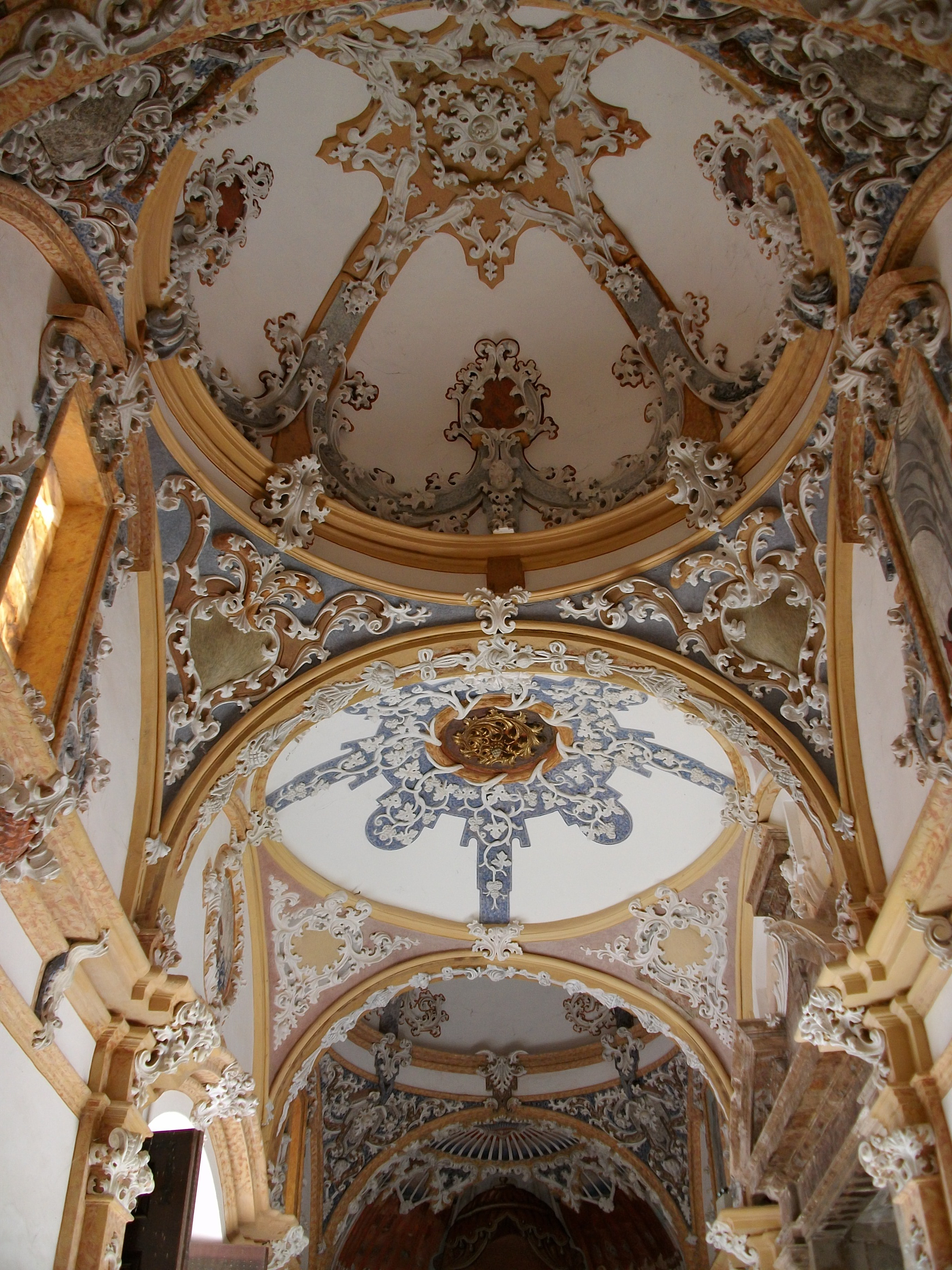
Atri de l'església del monestir

L'últim abat comendatari en serà Alfons de Borja, l'any 1530 començarà el govern dels abats triennals, escollits directament per la mateixa comunitat. Durant aquesta època, el monestir pateix saquejos derivats de la guerra de les Germanies, a més de revoltes morisques i incursions de pirates barbarescos, com Barba-rossa; tot això forçarà el monestir a augmentar la seua fortificació.
L'any 1532 el monestir rep la visita de l'abat de Claravall, Edme de Saulieu, que s'allotja al palau de l'Abat. L'acompanyava Claude de Bronseval, posterior cronista d'aquest viatge, i gràcies a això sabem que «en el claustre xicotet hi havia col·locades màquines de guerra, sobretot bombardes, canons, falconets, arcabussos, ballestes, arcs, piques, alabardes... a fi de resistir els moros que amb bastant freqüència devasten esta regió». Dos anys després, es prohibí als musulmans de la vall acudir a les mesquites, que passaven al culte catòlic (com la mesquita de la Xara), en el marc de l'augment d'enduriment de les disposicions contra els costums dels moriscos.
L'expulsió dels moriscos el 1609, sent abat fra Joan Serra, deixa la vall quasi sense població, a Simat quedaran dèsset veïns cristians. S'establirà una carta de poblament per regular la relació dels nous pobladors amb el senyor de la vall, el monestir. L'any 1617, es passa dels abats triennals als quadriennals, tret que es mantindrà fins a la desaparició del monestir.
Novament es produeix un gran terratrèmol, sota l'abadiat de fra Francesc Talavera (1644), destruint l'església, el campanar, l'arxiu i provocant desperfectes a la resta de dependències. Deu anys més tard, l'abat fra Lluís Trobado inicia la construcció de l'actual església.
Un dels episodis més tràgics de la història de la Valldigna és la visita castellana. Aquesta la va fer el monjo cistercenc de la congregació de Castella, Tomás Gómez, que tenia àmplies potestats, com ser president del monestir en l'aspecte temporal i espiritual. Gómez arribà a suspendre l'abat de les seues funcions i va deixar el monestir en la ruïna.
Durant la guerra de Successió els monjos es divideixen per un bàndol o l'altre, i el monestir sofreix grans desperfectes causats per partides de miquelets austriacistes i després per l'exèrcit borbònic.
El terratrèmol del 1748, que derrocà el convent castell de Montesa, també afectà Santa Maria de Valldigna, sobretot el palau de l'abat, la casa prioral, l'arxiu biblioteca i les muralles.
El monestir torna a patir una guerra, la Guerra del Francés, i hi participa activament: l'abat fra Francesc Guillot donà 50 soldats amb la seua paga més 1.000 rals per a despeses de guerra. L'exèrcit francés converteix el monestir en hospital de sang i el 1812 la comunitat és suprimida per Josep Bonaparte. Acabada la guerra, es restableix de nou la vida monacal. El 1820, el rei Ferran VII suprimeix els monestirs i incorpora el seu patrimoni a la corona; a la Valldigna continua la vida monàstica, però minvada per la marxa d'alguns religiosos. Tres anys més tard, amb l'abolició de la Constitució, el rei torna els béns als ordes religiosos.

### De la desamortització a la recuperació
Cap a l'any 1834, es produeixen les primeres baralles entre liberals i carlins a la vall, mostra que els temps estaven canviant. Un any després arriba la desamortització i els 39 membres, d'aleshores, de la comunitat cistercenca abandonen definitivament el monestir, i es dispersa el patrimoni que atresorava.
El recinte passà a mans privades, i per situar-se en un medi agrícola, els respectius propietaris (José Martínez, Rafael Almiñana i Juan del Pino) utilitzaren els espais buits de construccions, una vegada curullats de terra, per a plantar fruiters i vinyes. A més, l'església es va convertir en magatzem i el refectori i la sala capitular en corrals per a bestiar.
L'any 1970 es declara el conjunt de la Valldigna monument historicoartístic, circumstància que no va evitar que el propietari tancara les portes a qualsevol visitant, ni la destrucció sistemàtica dels edificis que encara es mantenien. Així, es venen gran quantitat d'elements arquitectònics, com carreus, claus, dovelles, bases o capitells com a material de construcció. S'utilitza maquinària pesant per a demolir estances completes, fins s'han trobat orificis per als cartutxos de dinamita (als murs del refectori i l'aula capitular). Aquestes accions foren denunciades per l'Associació d'Amics de la Valldigna i per la Reial Acadèmia de Belles Arts de Sant Carles.
Finalment, la Direcció General de Patrimoni de la Conselleria de Cultura de la restaurada Generalitat Valenciana encarrega l'any 1984 els estudis previs als arquitectes Salvador Vila Ferrer i Carlos Campos González, i, acabades les gestions oportunes, compra el monestir de la Valldigna l'any 1991. L'any 1992 es redacta el pla director, amb la participació dels arquitectes abans esmentats i l'arqueòleg José Manuel Martínez García, i comencen les excavacions arqueològiques i la rehabilitació.
Amb la celebració del 700é aniversari del monestir, el 1998, comença l'actual procés de recuperació patrimonial i com a símbol valencià. El 3 de juny del mateix any, les Corts valencianes aprova la Llei del patrimoni valencià. Per les mateixes dates es crea la Fundació Jaume II el Just, encarregada de la restauració i promoció de la Valldigna.

### El monestir en l'Estatut d'Autonomia del País Valencià
En l'article 63 de la reforma de l'Estatut d'Autonomia mitjançant la llei orgànica 1/2006, de 10 d'abril, de Reforma de la Llei orgànica 5/1982, d'1 de juliol, d'Estatut d'Autonomia, es va modificar l'article 57. I queda redactat de la manera següent:
| « | El Reial Monestir de Santa Maria de la Valldigna és temple espiritual, històric i cultural de l'antic Regne de València, i és, igualment, símbol de la grandesa del Poble Valencià reconegut com a Nacionalitat Històrica. La Generalitat recuperarà, restaurarà i conservarà el monestir i en protegirà l'entorn paisatgístic. Una Llei de Les Corts determinarà el destí i utilització del Reial Monestir de Santa Maria de la Valldigna com a punt d'encontre de tots els valencians i com a centre d'investigació i estudi per a recuperar la història de la Comunitat Valenciana. | » |

## Estructura del monestir

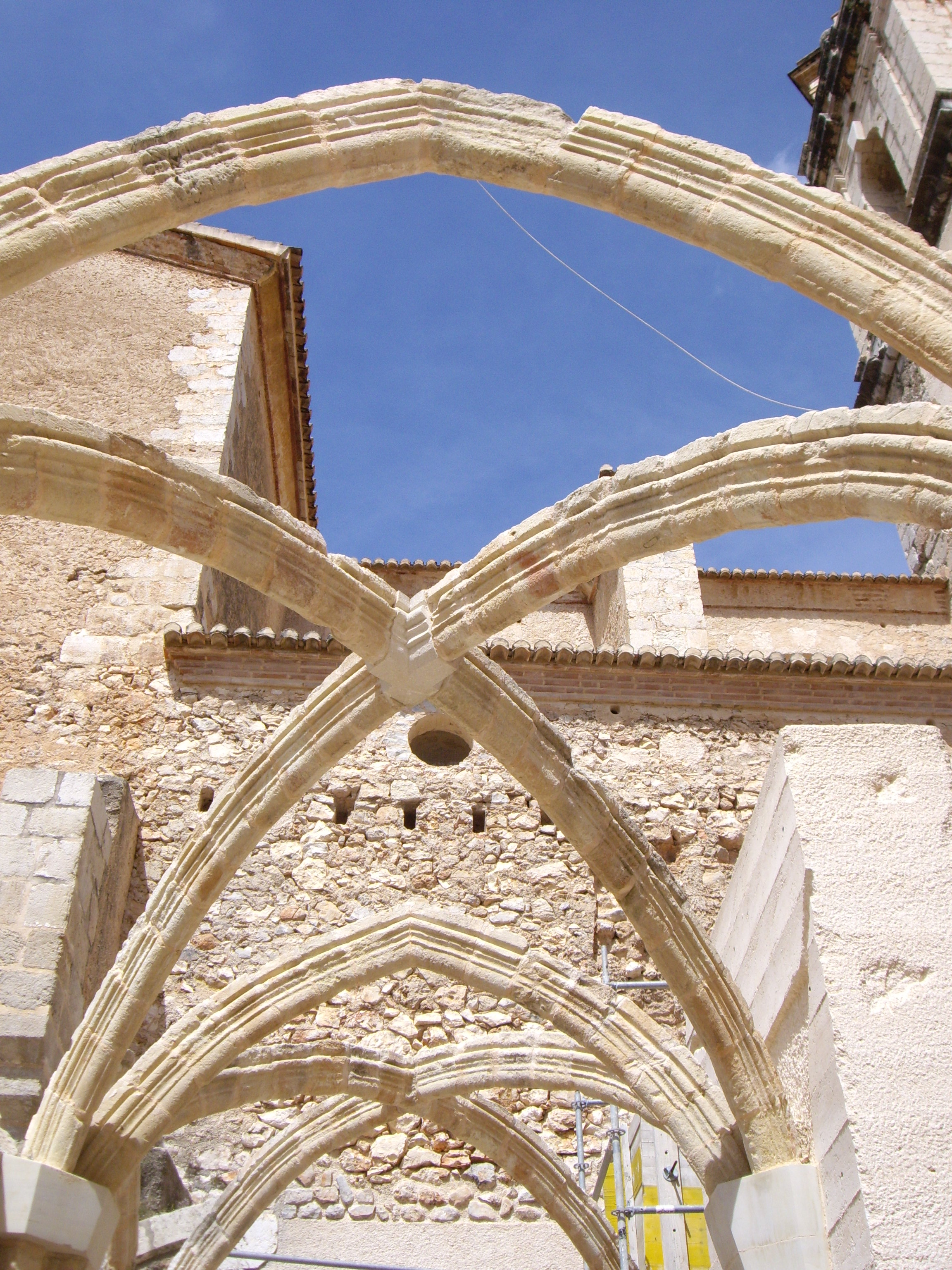
Voltes del claustre

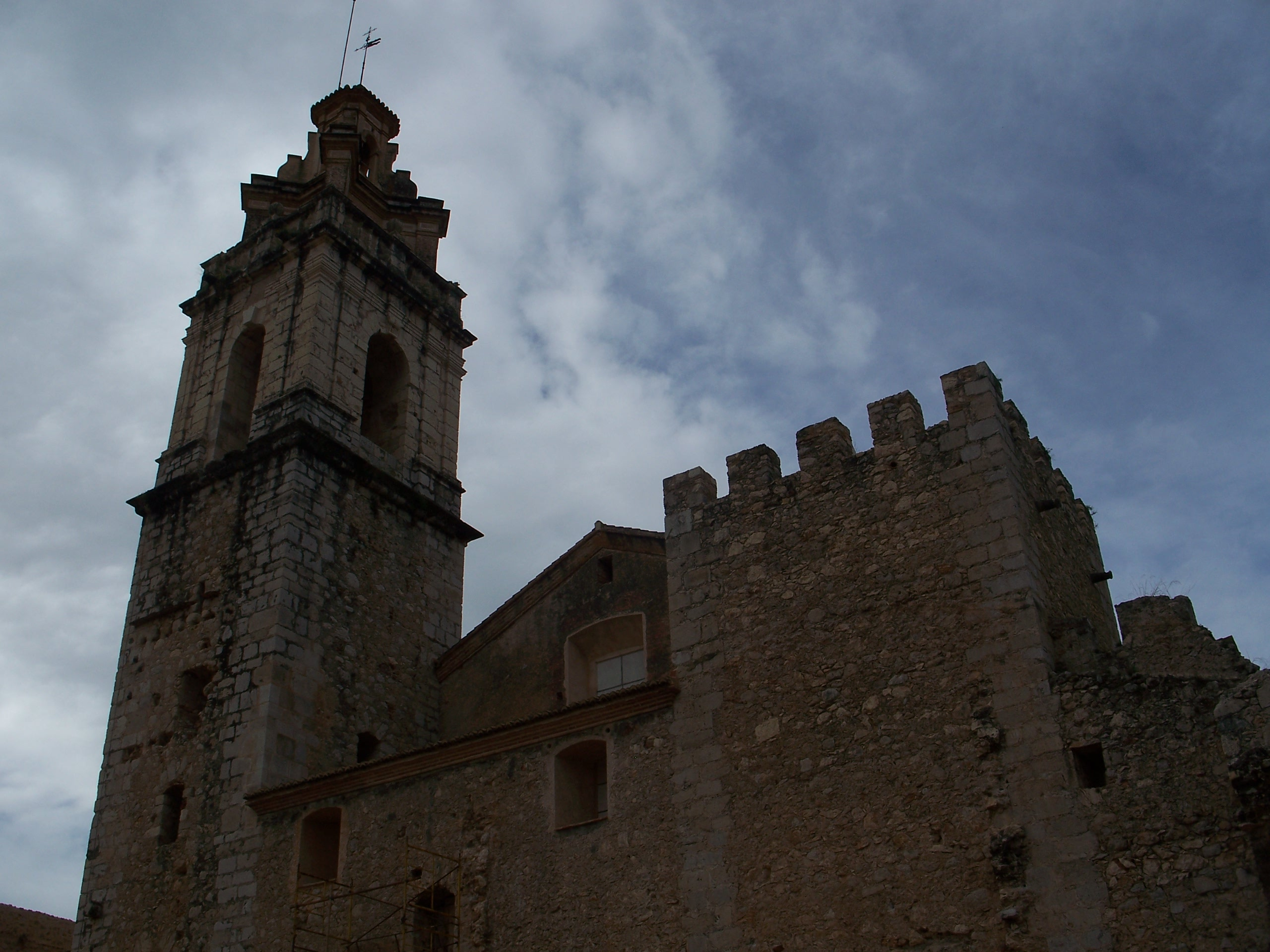
Torre

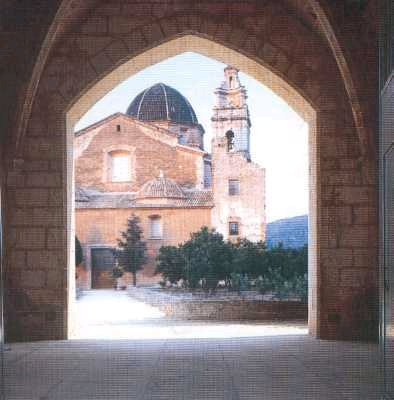
Portal nou

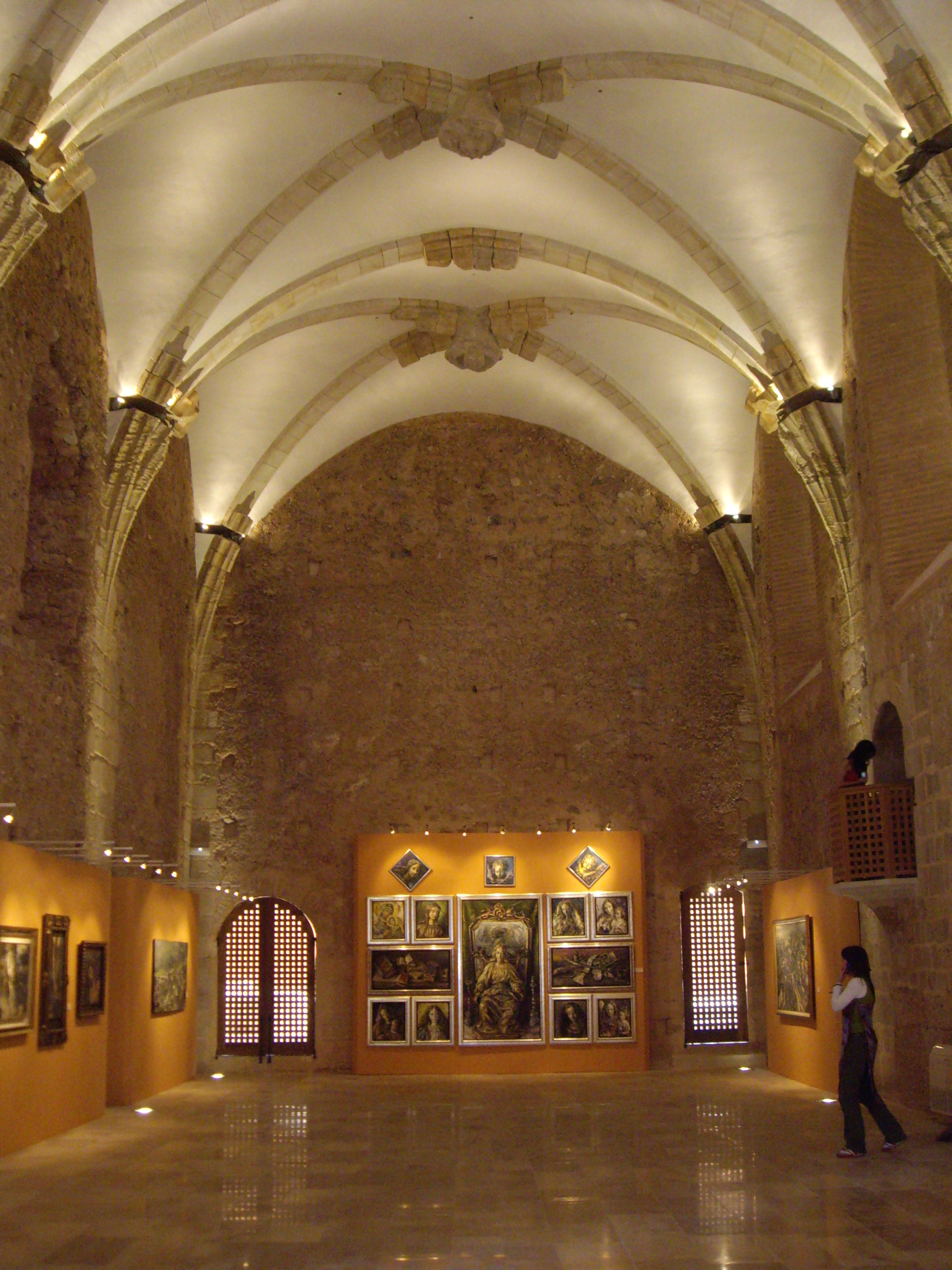
Refectori

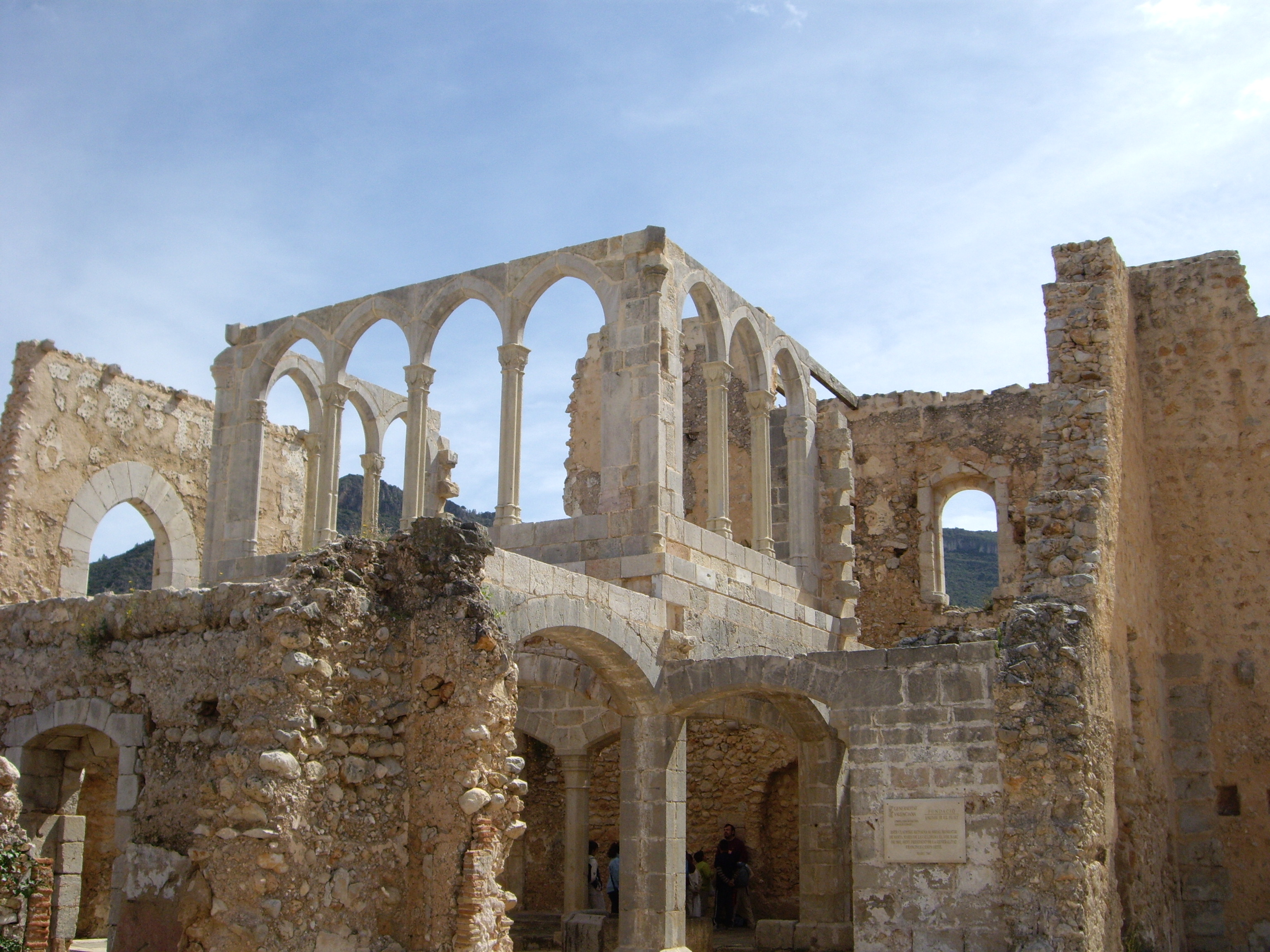
Palau de l'Abat

Tingué dos etapes constructives, una primera implantació gòtica del segle xiv, que forma l'estructura completa del conjunt al voltant del claustre, seguint el model del Cister; la important renovació produïda arran de les greus destruccions del terratrèmol del 1396; i la segona renovació i millora definitiva després del nou terratrèmol de 1644, amb substitucions completes i noves dependències, ja d'etapa barroca als segles xvii i xviii, a la qual, per exemple, pertanyen el temple actual i la capella de la Mare de Déu de Gràcia. Les seues estances s'adeqüen al model típic del Cister, amb dos punts neuràlgics: l'església i el claustre, al voltant dels quals girava tota la vida del monestir.
Fora d'aquest conjunt monumental està el palau de l'Abat (construït a iniciativa de l'abat Arnau de Saranyó, entre els segles xiv i xvi), l'hospici, el celler, el magatzem i la resta de les dependències agrícoles.

### Portal Nou
Construcció original del segle xiv, durant el mandat de l'abat Arnau d'Aranyó (1357-1387). És l'accés principal al recinte del monestir. Aquest cos està format per dues torres sortints quadrades i amb merlets amb un arc apuntat entre les dues. Sobre aquest es disposen tres escuts: el de la Corona d'Aragó al centre flanquejat per les armes d'Arnau d'Aranyó (una branca d'aranyoner i un bàcul pastoral).

### Capella de la Mare de Déu de Gràcia
Comença a construir-se al segle xvii i es fan reformes el 1720 (abat Feliu Garix). És una església de creu grega erigida per al culte dels veïns de Simat. Interiorment és senzilla, però la façana és típicament barroca i construïda amb marbre de Buixcarró, al mateix terme de Simat.

### Font dels Tritons
Del segle xviii, de marbre rosa i gris, formada per una tassa, un plat amb quatre canelles en forma de mascarons i un pinacle sortidor decorat en la seua base amb altres tants caps de monstres marins i dofins.
Aquesta font va ser comprada per l'ajuntament de València el 1852 i col·locada als jardins del Real, on romangué fins que fou retornada al monestir pel mateix ajuntament.

### Obra nova
Gran edifici del segle xviii (durant el mandat de Lluís Sanxís, 1748-1752), que comprenia diferents dependències necessàries per al funcionament del monestir: el refectori dels llecs, el dormitori, el celler magatzem, un calefactori, cuines i altres dependències encara per determinar. Aquest gran edifici de quatre plantes se situa adossat a la muralla de clausura, en un costat del claustre.

### Claustre
El claustre és potser l'element més destacable del conjunt, d'estil gòtic i en un avançat estat de ruïnes. Element central del conjunt que servia de comunicador entre la resta d'estances, a més de ser lloc de passeig i meditació dels monjos. Dels segles xiv i xv, tenia quatre bandes cobertes amb volta de creueria, un pis superior i al centre el lavabo. Es conserven a penes algunes mènsules i les empremtes de les voltes. Recentment, se n'ha reconstruït una part, però d'una manera que no ateny als criteris de restauració.

### Església

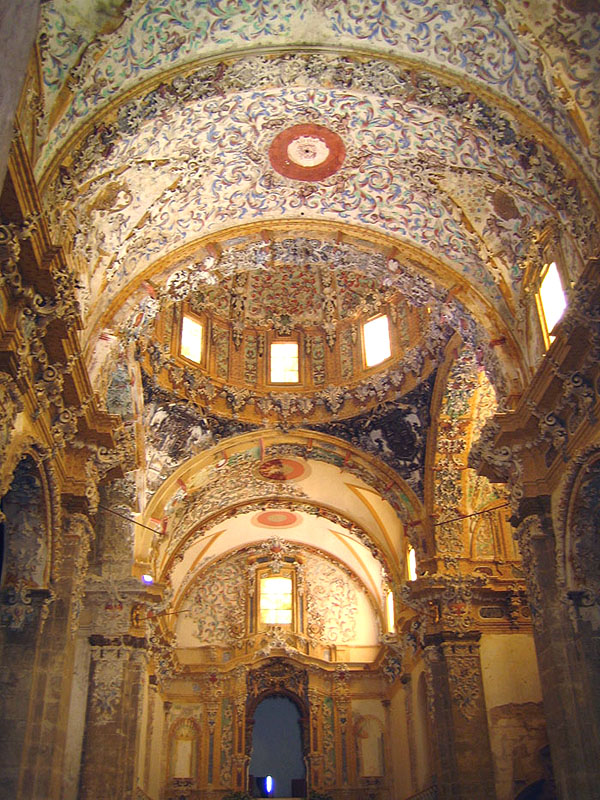
Interior de l'església

L'església, d'estil barroc, destaca per la seua grandària i pels seus frescos. És l'edifici més important del cenobi, i el millor conservat: era el lloc destinat a l'oració comunitària dels monjos. Aquesta església és la tercera del monestir, havent-ne existit dues d'anteriors (la primitiva del segle xiv i la que substituí a aquesta al xv), de les quals queden alguns vestigis. La primera església va ser assolada per un terratrèmol el 1396 i la segona també el 1644, i data la construcció actual del 1699 (construcció del 1648 al 1697, aproximadament).
El temple consta d'una sola nau amb sis capelles laterals, amb un creuer amb cúpula i un atri als peus. Al costat de la capçalera s'ubiquen les sagristies i darrere el rerecor i al seu damunt el tron giratori de Santa Maria de la Valldigna.
Estilísticament és una església barroca, amb un cert classicisme en els elements constructius, que contrasta amb la profusa decoració del sostre. La decoració ocupa completament tot l'espai amb estuc i pintures amb formes vegetals.
Un altre element destacable de l'església és el campanar, començat el 1652, de tres cossos: el primer és una de les quatre torres del segle xv que protegien l'església, el segon el cos de campanes, i el tercer el remat típic dels campanars barrocs valencians.

### Refectori
És un dels altres elements que no pot faltar en un monestir, és el menjador dels monjos. Construït sota l'abat Joan d'Aragó (1460-1475), és en un lateral del claustre des d'on s'accedeix a través d'una porta amb arc apuntat amb les armes de l'abat constructor. S'ha reconstruït la volta de creueria que el cobria i que havia sigut dinamitada; també s'ha refet el púlpit des d'on es llegia mentre es menjava. El refectori serví d'església mentre se'n construïa l'actual.

### Sala capitular
Aquest edifici es construeix sent abat comendatari Roderic de Borja (posterior papa Alexandre VI). Tanca el claustre per l'est i és un edifici de planta quadrada, emmerletat i cobert amb una gran volta estrelada de creueria (que també s'ha alçat de nou). Les mènsules dels quatre cantons que la suporten estan decorades amb un tetramorf, la representació dels quatre evangelistes (lleó, bou, àguila i àngel). L'accés es fa a través d'una gran portada flanquejada per dues finestres, d'estil gòtic flamíger. En el mur hi ha una petita capella. Era el lloc on es reunien els monjos presidits per l'abat per tractar els assumptes de l'orde.

### Hospici
L'hospici s'està restaurant i s'ha bandejat la idea de fer-hi un hotel.

### La muralla
El recinte està clos per una muralla que resta dempeus, i a l'entrada, anomenada el portal Nou, hi ha una torre de guaita, la capella de la Mare de Déu de Gràcia i l'almàssera. Dalt del portal, hi ha l'escut de la Corona d'Aragó i el de l'abat. Aquests elements es troben perfectament restaurats.

### Locutori
Construït entre el segle xiv i el xv, estava destinat a la conversació dels monjos i era lloc de pas entre el claustre i les estances posteriors. Estava cobert per volta de creueria (ara refeta) i destaquen les mènsules amb motius antropomorfs i heràldics.

### Palau de l'Abat
El seu iniciador fou l'abat Arnau d'Aranyó (1357-1387), encara que amb obres posteriors. Situat darrere l'església i allunyat de la resta del conjunt monacal, en un emplaçament amb bones vistes de la vall. Servia d'habitatge per a l'abat i per a rebre les visites importants.
És un palau amb un gòtic auster, on destaca el pati claustre. És ressenyable el sobreclaustre d'arquets sustentats per esveltes columnetes; aquest va sofrir l'espoli com tot el monestir i va ser venut a principis del segle xx, traslladant-se a la casa dels Merlets o palacio del Canto del Pico a Torrelodones. Ara, però, ha sigut recomprat per la Generalitat, restaurat i recol·locat al seu lloc originari.
De les personalitats que s'hi hostatjaren, destaquen el rei Martí l'Humà, Alfons el Magnànim i Felip II.